# Horex VR6
La Horex VR6 è una motocicletta prodotta dalla casa motociclistica tedesca Horex dal 2014.

## Profilo e contesto
A spingere la moto c'è un VR6 con un angolo tra le bancate di 15°, frontemarcia raffreddato a liquido a quattro tempi dalla cilindrata totale di 1218 cm³ (con alesaggio da 68 mm e corsa da 55 mm), avente distribuzione a tre alberi a camme in testa e 3 valvole per cilindro, per un totale di 18.

## Storia

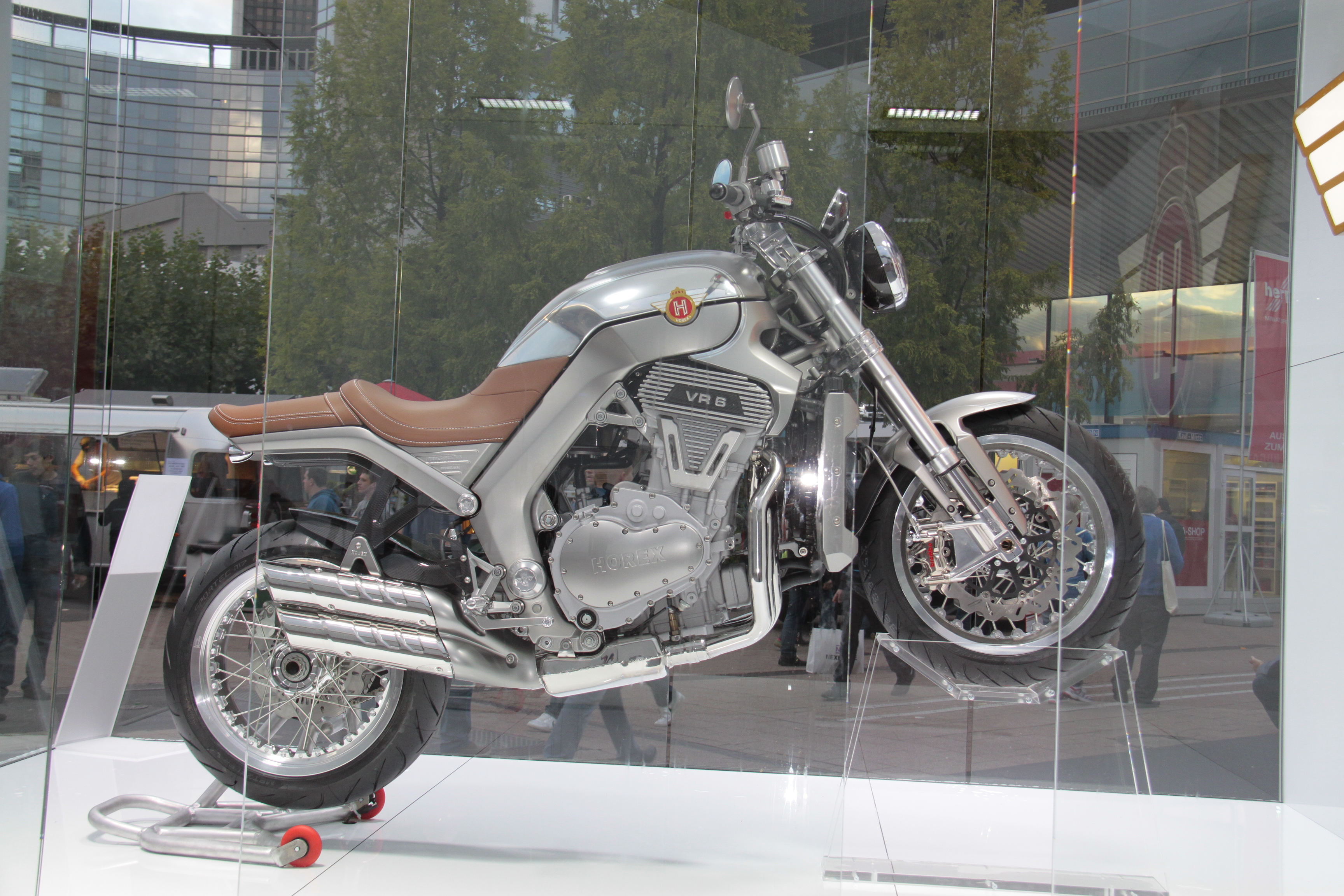
VR6 Silver Edition

Il 15 giugno 2010 la Horex ha presentato la VR6 in un evento riservato alla stampa. Il design è opera del tedesco Peter Naumann.
Nell'aprile 2012 la società ha annunciato il rinvio della produzione in serie alla fine di maggio 2012. All'inizio di dicembre 2013, Horex ha avviato la produzione dei motori sulla propria linea di produzione, che in precedenza era stata effettuata a Markdorf presso la Weber Motor. Dopo numerosi ritardi e rinvii, la produzione è partita nel 2014.
Il 28 agosto 2014 il proprietario dell'azienda, Clemens Neese, ha presentato istanza di fallimento presso il tribunale di Augusta; contestualmente la produzione viene sospesa per poi ripartire nel 2015 con la nuova proprietà aziendale.

## Riconoscimenti
- German Design Award 2013
- Red Dot Design Award 2016[6]